# 古城村 (千葉県)
古城村（こじょうむら）とは、千葉県香取郡にかつて存在した村である。
旭市立古城小学校などにその名をとどめる。

## 地理
- 現在の旭市の北部、旧干潟町の西部に位置する。
- 村域は台地と平地が入り組む谷戸が多い地形になっている。

## 歴史

### 沿革
- 1889年（明治22年）4月1日 - 町村制施行に伴い、鏑木村、万力村、秋田村が合併して香取郡古城村発足。
- 1955年（昭和30年）7月20日 - 中和村、万歳村と合併し、干潟町を新設。同日古城村廃止。

変遷表
| 1868年 以前 | 1868年 以前 | 明治22年 4月1日 | 昭和30年 4月10 | 平成17年 7月1日 | 現在 |
| ----------- | ----------- | --------------- | -------------- | --------------- | ---- |
|             | 鏑木村      | 古城村          | 干潟町         | 旭市            | 旭市 |
|             | 万力村      | 古城村          | 干潟町         | 旭市            | 旭市 |
|             | 秋田村      | 古城村          | 干潟町         | 旭市            | 旭市 |

## 人口・世帯

### 人口
総数 [単位： 人]
| 1891年（明治24年） | 3,072 |
| 1914年（大正 3年） | 3,851 |
| 1920年（大正 9年） | 3,515 |
| 1930年（昭和 5年） | 3,858 |
| 1950年（昭和25年） | 5,174 |

### 世帯
総数 [単位： 世帯]
| 1920年（大正 9年） | 646 |
| 1930年（昭和 5年） | 670 |
| 1955年（昭和30年） | 824 |